# Muhamed Hevai Uskufi
Muhamed Hevai Uskufi Bosnevi (en turc : Mehmet Hevayi Uskufi ; né vers 1600 vers Tuzla (Bosnie-Herzégovine) - mort après 1651) était un poète et écrivain bosniaque. Il a écrit l'essentiel de ses œuvres en aljamiado. Il est l'auteur du premier dictionnaire turco-bosnien en 1632 qui est le premier dictionnaire en bosnien.